# Andinobates
A Andinobates a kétéltűek (Amphibia) osztályának békák (Anura) rendjébe, a nyílméregbéka-félék (Dendrobatidae) családjába, azon belül a Dendrobatinae alcsaládba tartozó nem.

## Nevének eredete
Az Andinobates nevet az andino szóból alkották, mellyel a nembe tartozó fajok elterjedési területére utaltak.

## Előfordulásuk
A nembe tartozó fajok Kolumbia, Ecuador és Panama esőerdeiben honosak.

## Taxonómiai helyzete
Az Andinobates nembe a korábban a Dendrobates nembe tartozó és 2006-ban a Ranitomeya nembe átsorolt fajok találhatók. 2011-ben Twomey, Brown és munkatársai létrehozták az Andinobates nemet a Ranitomeya nem 12 faja számára. Az Andinobates nembe tartozó fajok a testvér taxon Ranitomeya nem fajaitól abban különböznek, hogy 2. és 3. csigolyájuk összeforrt.

## Rendszerezés
A nembe az alábbi fajok tartoznaK:
- Andinobates abditus (Myers & Daly, 1976)
- Andinobates altobueyensis (Silverstone, 1975)
- Andinobates bombetes (Myers & Daly, 1980)
- Andinobates cassidyhornae Amézquita, Márquez, Mejía-Vargas, Kahn, Suárez, & Mazariegos, 2013
- Andinobates claudiae (Jungfer, Lötters, & Jörgens, 2000)
- Andinobates daleswansoni (Rueda-Almonacid, Rada, Sánchez-Pacheco, Velásquez-Álvarez, & Quevedo-Gil, 2006)
- Andinobates dorisswansonae (Rueda-Almonacid, Rada, Sánchez-Pacheco, Velásquez-Álvarez, & Quevedo-Gil, 2006)
- Andinobates fulguritus (Silverstone, 1975)
- Andinobates geminisae Batista, Jaramillo, Ponce, & Crawford, 2014
- Andinobates minutus (Shreve, 1935)
- Andinobates opisthomelas (Boulenger, 1899)
- Andinobates tolimensis (Bernal-Bautista, Luna-Mora, Gallego, & Quevedo-Gil, 2007)
- Andinobates victimatus Márquez, Mejía-Vargas, Palacios-Rodríguez, Ramírez-Castañeda, & Amézquita, 2017
- Andinobates viridis (Myers & Daly, 1976)
- Andinobates virolinensis (Ruiz-Carranza & Ramírez-Pinilla, 1992)